# Gubkinskij rajon
Il Gubkinskij rajon (in russo Губкинский район?) è un rajon dell'oblast' di Belgorod, nella Russia europea; il capoluogo è la città di Gubkin. All'interno dei suoi confini si trova la formazione municipale (муниципальное образование) del distretto urbano di Gubkin (Гу́бкинский городско́й о́круг, Gubkinskij gorodskoj okrug) formato al posto dell'abolito distretto municipale con lo stesso nome. Il rajon era stato istituito nel 1959, il distretto urbano nel 2007.